# Ludwik Pindel
Ludwik Marian Pindel (ur. 16 lipca 1922 w Wadowicach, zm. 2001 w Krakowie) – polski malarz.
Po ukończeniu gimnazjum w Wadowicach wyjechał do Krakowa, gdzie uczęszczał do liceum. Od 1946 do 1953 studiował na Wydziale Malarstwa i równolegle na Wydziale Pedagogicznym krakowskiej Akademii Sztuk Pięknych pod kierunkiem Józefa Mehoffera i Fryderyka Pautscha. Wielokrotnie brał udział w wystawach zbiorowych, miał również wystawy indywidualne. Brał udział w wystawie „Polskie Dzieło Plastyczne w XV lecie PRL” (1960), Malarstwo Współczesne w warszawskim Muzeum Narodowym (1961), Festiwal Polskiego Malarstwa Współczesnego w Szczecinie (1962 i 1968), w 1968 otrzymał dyplom Ministra Kultury i Sztuki. Od 1996 był wiceprezesem Towarzystwa Przyjaciół Sztuk Pięknych w Krakowie, aktywnie angażował się w pracę z plastykami amatorami, w 1984 zainicjował powstanie w krakowskim Domu Kultury „Pod Baranami” Grupy Twórczej Amarant. W 2001 został odznaczony Krzyżem Oficerskim Orderu Odrodzenia Polski.